# Bolszaja Jełchowka (Mordowia)
Bolszaja Jełchowka (ros. Большая Елховка) – wieś (sieło) w Rosji, w Mordowii, w rejonie lambirskim. W 2010 liczyła 4171 mieszkańców.